# Constitución Política del Estado de México
La Constitución Política del Estado Libre y Soberano de México de 1917 es la norma vigente que establece la pertenencia del Estado de México al Pacto Federal de los Estados Unidos Mexicanos, da legitimidad a los poderes estatales y es el ordenamiento jurídico que rige a los habitantes del estado. La Constitución reconoce que el Estado de México adopta la forma de gobierno republicana, representativa, democrática, laica y popular.

## Historia

### Ley orgánica provisional para arreglo del estado libre, independiente y soberano de México (1824)
Esta ley fue sancionada por el Congreso Constituyente del Estado de México, basó sus principios y fundamentos en los establecidos dentro del Acta Constitutiva Federal de 1824. La ley se estructuró en 10 capítulos y contenía 71 artículos.
En esta ley se establecieron las funciones de los poderes del estado, de los gobiernos locales y de la tesorería y contaduría. Esta ley determinó que al Congreso Constituyente le correspondía expedir la Constitución del estado y las leyes para el gobierno interior del estado, nombrar al gobernador, su teniente, consejeros, ministros del Tribunal Superior de Justicia y tesorero general, fijar los gastos y contribuciones del estado, aprobar las cuentas
públicas, crear y suprimir oficinas y plazas de la hacienda y de la judicatura, establecer y suprimir cuerpos municipales y darles reglas para su organización, aprobar arbitrios para obras públicas y reglamentos para la policía y sanidad, y dar leyes para promover la ilustración y prosperidad.
La ley facultó al gobernador del estado para que antes de publicar las leyes y decretos le remitiera al congreso las observaciones que notara, para que expidiera el Reglamento de la Ley Orgánica Provisional para el Arreglo del Gobierno Interior del Estado de México y le dio facultades para entablar diálogo con el gobierno federal para que el estado se beneficiara del cobro de impuestos y se hicieran obras públicas dentro del territorio del Estado. Esta ley permaneció vigente mientras se formulaba la Primera Constitución del Estado de México.

### Constitución Política del Estado de México (1827)
La Primera Constitución Estatal fue sancionada por el Congreso Constituyente del Estado de México el 14 de febrero de 1827 y fue publicada el 26 del mismo mes y año. La Constitución contenía 237 artículos.
La Constitución determinó la forma en que debían organizarse los gobiernos de los pueblos (prefectos, subprefectos y ayuntamientos), los Poderes del Estado (ejecutivo, legislativo y judicial), la hacienda pública (tesorería general del estado y contaduría general del estado) y la instrucción pública. Determinó que la capital del estado sería la ciudad de Texcoco, que una vez al año el gobernador del estado informaría al congreso estatal mediante una memoria el estado de la administración pública, se integraría un Consejo de Estado compuesto por el teniente gobernador y cuatro consejeros
nombrados por el Congreso, y determinó que el poder legislativo estatal residiría en su Congreso, el número de diputados propietarios estaría en razón de uno por cada 50
mil habitantes o por una fracción que pasara de 25 mil.
Estableció como atribuciones del Congreso, las de: dictar las leyes para la administración y gobierno interior del estado en todos sus ramos, interpretarlas, aclararlas, reformarlas o derogarlas; resolver y declarar si algún acuerdo es ley, decreto o simple providencia económica; examinar y calificar la legitimidad de la instalación y de los acuerdos de la Junta General Electoral de Diputados al Congreso del Estado; calificar las elecciones de los diputados para admitirlos o no en el seno del Congreso; elegir senadores al Congreso General, sufragar para la elección de presidente, vicepresidente e individuos de la Suprema Corte de Justicia de la República; nombrar al gobernador, a su teniente, consejeros, miembros del Tribunal Superior de Justicia y tesorero general del estado y examinar y calificar cada año la cuenta general de inversión de los caudales del estado. La vigencia de esta constitución se vio interrumpida de 1837 a 1846 durante la República Centralista y la declaración del Departamento de México. Tras el regreso del federalismo se restableció la Constitución Estatal de 1827.
Tras el ascenso de Antonio López de Santa Anna en su decimoprimer mandato en 1853, el Supremo Gobierno determinó que los gobernadores no expidieran leyes ni decretos, ni ejercieran funciones legislativas. En septiembre del mismo año el Estado de México pasó a llamarse Departamento de México por segunda ocasión. La vigencia de la Constitución Estatal de 1827 terminó en 1855. El 19 de agosto de 1855 Plutarco González Plata se proclamó gobernador del estado, asumió funciones legislativas y expidió el Estatuto Provisional para el Gobierno Interior del Estado de México, el cual estuvo vigente a modo de Constitución provisional hasta enero de 1857.

### Constitución política del Estado Libre y Soberano de México de 1861
El 27 de junio de 1857 se instauró el Segundo Congreso Constituyente del Estado de México, el cual buscaba la creación de una nueva constitución estatal que se apegara a la Constitución Federal de 1857. Sin embargo el 17 de diciembre del mismo año el congreso decidió suspender sus actividades a petición del Gobernador y del Ayuntamiento de Toluca, ya que el Estado de México se uniría al Plan de Tacubaya. Durante la Guerra de Reforma el gobierno conservador dirigido por Félix María Zuloaga cambió el nombre del estado a Departamento de México. Fue hasta el 28 de noviembre de 1860 que Felipe Berriozábal, en carácter de gobernador de los liberales, restableció la soberanía del Estado de México.
El 30 de abril de 1861 se estableció la Legislatura Contituyente del Estado y el 12 de octubre del mismo año decretó la Segunda Constitución Estatal, la constitución fue aprobada por el gobernador del estado el 15 de octubre del mismo año. La constitución estaba organizada en 35 capítulos y contenía 204 artículos.
La nueva constitución concedió a los ciudadanos, a los ayuntamientos y al Tribunal Superior de Justicia el derecho de iniciar leyes. Se determinó que el congreso tendría entre sus facultades: las de examinar y calificar cada año la cuenta general de inversión de los caudales del Estado, cambiar la residencia de los poderes del estado, dar las bases bajo las cuales el ejecutivo pudiera celebrar empréstitos, prorrogar por treinta días útiles el primer periodo de sesiones ordinarias del Congreso y conceder al ejecutivo por tiempo limitado facultades para afrontar la situación en casos extraordinarios y cuando lo exija el bien y la tranquilidad del estado.
La vigencia de esta constitución se vio interrumpida de 1863 a 1867 durante el Segundo Imperio mexicano, el territorio del Estado de México fue dividido entre los departamentos de Valle de México, Iturbide, Toluca, Tula y Tulancingo. Tras la caída Maximiliano I y la desintegración del imperio se restableció la Constitución Estatal de 1861.

### Constitución política del Estado Libre y Soberano de México de 1870
La II Legislatura del Congreso reformó durante 1869 la Constitución Estatal en cuatro ocasiones, para que la diputación permanente del congreso se integrara por tres diputados propietarios y uno suplente y para dispensar la observancia del artículo 143 de la constitución del estado referente a la remoción de los jueces, para disponer que la diputación permanente acordara por sí misma o a petición del ejecutivo la convocatoria a sesiones extraordinarias y para derogar la disposición que determinó que la diputación permanente acordara por sí misma o a petición del ejecutivo la convocatoria a sesiones extraordinarias. La III Legislatura del Congreso reformó por quinta ocasión la Constitución Estatal para suprimir la disposición que indicaba que tenían suspensos sus derechos de ciudadanos del estado quienes no supieran leer ni escribir.
La Constitución se dividió en 8 títulos, los títulos se dividieron en secciones, las cuales se dividieron en capítulos y en total la constitución contenía 128 artículos. La Tercera Constitución Estatal fue expedida el 14 de octubre de 1870.
Con estas reformas se establecieron como obligaciones del Congreso las: de nombrar y remover al contador de glosa y al tesorero general; fijar anualmente los gastos del estado y establecer las contribuciones; crear, reformar o suspender empleos, cargos o comisiones; examinar y calificar cada año la cuenta pública; ordenar el establecimiento o suspensión de los cuerpos municipales y darles reglas para su organización; hacer la división del territorio del estado; sistematizar la educación pública en todos sus ramos; conceder cartas de ciudadanía a los ciudadanos mexicanos; conceder indultos o amnistías; conceder premios o recompensas; formar su reglamento interior; arreglar los límites del estado; dar las bases para que el ejecutivo pueda celebrar empréstitos y delegar sus facultades a favor del ejecutivo por tiempo limitado. Tras la victoria de Porfirio Díaz en la Revolución de Tuxtepec el orden constitucional en el Estado de México se suspendió el 24 de noviembre de 1876 disolviéndose la VI legislatura del Congreso Estatal, el orden constitucional se reinstauró en estado el 10 de marzo de 1877 con el inicio de la VII legislatura del Congreso Estatal. 

### Constitución política del Estado Libre y Soberano de México de 1917
Durante la primera fase de la Revolución mexicana el gobierno estatal se alineó con los presidentes de la república en turno buscando evitar conflictos directos con el gobierno federal, incluso la XXV legislatura del Congreso Estatal emitió un voto de aprobación y confianza al presidente de la república Victoriano Huerta. Fue hasta el 22 de agosto de 1914 que el Ejército Constitucionalista entró en la ciudad de Toluca y disolvió la XXV legislatura. El 5 de febrero de 1917 el presidente de la república Venustiano Carranza promulgó la Constitución Política de los Estados Unidos Mexicanos dando nuevos lineamientos a los gobiernos estatales para la creación de nuevas constituciones locales.
La XXVI legislatura del Congreso Estatal se caracterizó por constituirse en Congreso Constituyente y redactó la Cuarta Constitución Estatal, la cual fue publicada en tres fechas diferentes en el periódico oficial del gobierno: 10, 14 y 17 de noviembre de 1917. El documento estaba organizado en libros, títulos, capítulos y secciones, contenía en 235 artículos y 8 transitorios.
La nueva constitución estatal determinó que el poder legislativo del estado se deposita en una Asamblea que se denominará legislatura del estado, y que será integrada por diputados electos directa y popularmente, que por cada 50 mil habitantes o fracción mayor de 25 mil se elegirán un diputado propietario y un suplente. Determinó que la legislatura se renovará en su totalidad cada dos años, estableció los requisitos para poder ser electo diputado de la legislatura y que toda resolución que dicte la legislatura, tendrá el carácter de ley, decreto, iniciativa al Congreso de la Unión o acuerdo.

#### Reforma de 1995
La constitución actual del Estado de México es obra de una serie de reformas a la Constitución Estatal publicadas el 24 de febrero de 1995, durante la administración del gobernador Emilio Chuayffet Chemor. Se reformaron, adicionaron y derogaron diversos libros, títulos, capítulos, secciones, artículos y fracciones de la Constitución Estatal. Actualmente la constitución está organizada en nueve Títulos y está conformada por 149 artículos más 15 artículos transitorios.

## Estructura
La estructura de la actual Constitución Política del Estado Libre y Soberano de México es la siguiente:

### Títulos
- Título Primero. Del Estado de México como Entidad Política.
- Título Segundo. De los principios Constitucionales, los Derechos humanos y sus garantías.
- Título Tercero. De la Población.
  - Capítulo Primero. De los Habitantes del Estado.
  - Capítulo Segundo. De las ciudadanas y los ciudadanos del estado.
- Título Cuarto. Del Poder Público del Estado.
  - Capítulo Primero. De la División de Poderes.
  - Capítulo Segundo. Del Poder Legislativo.
    - Sección Primera. De la Legislatura.
    - Sección Segunda. De las Facultades y Obligaciones de la Legislatura.
    - Sección Tercera. De la Diputación Permanente.

  - Capítulo Tercero. Del Poder Ejecutivo.
    - Sección Primera. Del Gobernador del Estado.
    - Sección Segunda. De las Facultades y Obligaciones de la Gobernadora o del Gobernador del Estado.
    - Sección Tercera. Del Ministerio Público y de la Seguridad Pública.
    - Sección Cuarta. Del Tribunal de Justicia Administrativa del Estado de México.

  - Capítulo Cuarto. Del Poder Judicial.
    - Sección Primera. Del Ejercicio de la Función Judicial.
    - Sección Segunda. Del Consejo de la Judicatura del Estado de México.
- Título Quinto. Del Poder Público Municipal.
  - Capítulo Primero. De los Municipios.
  - Capítulo Segundo. De los Miembros de los Ayuntamientos.
  - Capítulo Tercero. De las Atribuciones de los Ayuntamientos.
  - Capítulo Cuarto. De las Atribuciones de los Presidentes Municipales.
- Título Sexto. De la Administración y Vigilancia de los Recursos Públicos.
- Título Séptimo. De la Responsabilidad de las y los Servidores Públicos del Estado, Patrimonial del Estado, del Sistema Estatal Anticorrupción y del Juicio Político.
- Título Octavo. Prevenciones Generales.
- Título Noveno. De la Permanencia de la Constitución.
  - Capítulo Primero. De las Reformas a la Constitución.
  - Capítulo Segundo. De la Inviolabilidad de la Constitución.

### Transitorios
- Primero: Publíquese el presente decreto en la Gaceta del Gobierno.
- Segundo: Este decreto entrará en vigor el día 2 de marzo de 1995.
- Tercero: La Legislatura que resulte electa el segundo domingo de noviembre de 1996, iniciará su ejercicio constitucional el 5 de diciembre del mismo año y concluirá el 4 de septiembre de 2000.
- Cuarto: El último período ordinario de sesiones de la Legislatura a que se refiere el artículo anterior se iniciará el 5 de diciembre de 1999 y concluirá el 3 de marzo de 2000, fecha a partir de la cual funcionará la Diputación Permanente hasta el 4 de septiembre de este último año, independientemente de los períodos extraordinarios a que se convoque.
- Quinto:  Los ayuntamientos que resulten electos el segundo domingo de noviembre de 1996, iniciarán su ejercicio constitucional el 1 de enero de 1997 y lo concluirán el 17 de agosto de 2000.
- Sexto: Las elecciones ordinarias de diputados y ayuntamientos siguientes a las de 1996 se verificarán el primer domingo de julio de 2000.
- Séptimo: Los artículos 46 y 77 fracciones XVIII y XIX, esta última disposición sólo en lo referente al envío de la cuenta de gastos del año anterior a la Legislatura, entrarán en vigor el 16 de septiembre de 1999.
- Octavo: La disposición a que se refiere la fracción VI del artículo 128 entrará en vigor a partir del 1 de enero de 2000.
- Noveno: Los actuales magistrados del Tribunal Superior de Justicia serán jubilados de acuerdo ala ley de la materia, dentro de los 120 días siguientes a la entrada en vigor del presente decreto. Recibirán las prestaciones que establezcan las normas legales respectivas. De regresar al ejercicio de sus funciones, se suspenderán los derechos derivados de aquellas prestaciones.
- Décimo: Por única vez, el Ejecutivo hará la designación de los magistrados que integren el Consejo de la Judicatura.
- Décimo Primero: Con la finalidad de que los magistrados del Tribunal Superior de Justicia puedan sustituirse en forma escalonada, ocho de ellos serán nombrados por 15 años, siete por 10 y siete por 5.
- Décimo Segundo: El Ejecutivo del Estado dentro de los 90 días siguientes a la fecha en que entre en vigor este decreto enviará a la Legislatura la iniciativa a la que se refiere el artículo 14.
- Décimo Tercero: En tanto se expide la Ley Reglamentaria del artículo 77 fracción XXX de esta Constitución, seguirá en vigor la actual Ley Reglamentaria del artículo 209 de la Constitución que se reforma.
- Décimo Cuarto: En tanto se expide la Ley Reglamentaria del artículo 61 fracciones XXV y XXVI de esta Constitución, seguirá en vigor la actual Ley Reglamentaria del artículo 70 fracciones III y IV de la Constitución que se reforma.
- Décimo Quinto: Los actos y procedimientos que con base en las disposiciones de la Constitución que se reforma, se encuentren en trámite concluirán de conformidad con ésta.